# Селекційне
Селекційне — селище в Україні, у Харківському районі Харківської області. Населення становить 1542 осіб. Орган місцевого самоврядування — Мереф'янська міська рада.

## Географія
Селище Селекційне знаходиться на правому березі річки Мжа, на протилежному березі розташовані смт Утківка і місто Мерефа. Через селище проходять автомобільні дороги М18 (E105), Т 2102 і Т 2107. Поруч проходять дві залізничні гілки, станція Селекційна.

## Історія
- Територія біля селища була заселена здавна. Під час будівництва траси Москва-Сімферополь, виявлені стоянка епохи неоліту (IV тисячоліття до н. е.), поселення і могильник доби пізньої бронзи.
- 1918 — на місці майбутнього селища будується сільськогосподарська комуна з житловими бараками і господарськими спорудами.
- 1930 — офіційна дата заснування як селища для співробітників агрокомплексу та сільськогосподарської лабораторії.
- 1959 — збудовано стадіон, організований футбольний клуб «Маяк» з дитячо-юнацькими групами[1].
- 1974 — в селище Селекційне з Харкова переводиться Інститут овочівництва і баштанництва.
- 1982 — побудований Будинок Культури.
- 22 червня 2023 року рішенням №230 Національної комісії зі стандартів державної мови віднесено до списку населених пунктів, які «можуть не відповідати лексичним нормам української мови», зокрема стосуватися «російської імперської чи колоніальної політики». Громаді рекомендовано обґрунтувати доцільність збереження поточної назви або запропонувати нову назву в установленому законодавством порядку.[2] Пропонуємо історичну назву Легезівка , або Легези.

## Населення

### Мова
Розподіл населення за рідною мовою за даними :
| Мова            | Кількість | Відсоток |
| --------------- | --------- | -------- |
| українська      | 1353      | 87.74%   |
| російська       | 184       | 11.93%   |
| білоруська      | 2         | 0.13%    |
| вірменська      | 1         | 0.06%    |
| угорська        | 1         | 0.06%    |
| інші/не вказали | 1         | 0.08%    |
| Усього          | 1542      | 100%     |

## Економіка
- Інститут овочівництва і баштанництва Української академії аграрних наук.
- Виробничо-будівельна корпорація «ЄРКО».
- В селі зареєстрована компанія нафто-імпортер ТзОВ «ГазУкраїна-2009», яку журналісти асоціюють з одіозним Сергієм Курченко. У 2012 році частка компанії в імпорті нафтопродуктів до України становила понад 25 %. Компанія користується унікальними преференціями з боку митниці, тож змогла швидко наростити обсяги. [4]